# Donald Bain
Donald Sutherland Bain (geboren 6. März 1935 in Mineola (New York); gestorben 21. Oktober 2017 in White Plains (New York)) war ein US-amerikanischer Schriftsteller. Seine unter Pseudonym geschriebenen Bücher erschienen millionenfach.

## Leben
Donald Bain studierte an der Purdue University im Fach Literatur und Theater. Er spielte Trommel und Vibraphone in Jazzgruppen. 
Während seines Wehrdienstes war er in Saudi-Arabien eingesetzt. 
Bain begann bei Radio- und Fernsehsendern in Texas und Indiana zu arbeiten. Bei der Firma Peckham Productions produzierte er Industrie- und Werbefilme für Unternehmen wie Avon, American Airlines, Pan Am, IBM, Union Carbide und für die United States Information Agency (USIA). Er schrieb eigene Radio-Serien und ein Gesundheitsaufklärungsprogramm fürs Radio. Mit seiner Frau gründete er 1985 eine Werbeberatungsfirma. 
Bain assistierte Long John Nebel bei mehr als 200 Late-Night-Radio-Shows in New York City. Er verfasste eine Biografie Nebels und schrieb über dessen Frau die Reportage The Control of Candy Jones im Zusammenhang mit ihrer Teilnahme am CIA-Programm MKULTRA.
Bain schrieb insgesamt 125 Bücher, Memoiren, Romane, Krimis und Gebrauchsliteratur, die wenigsten davon unter seinem Namen, sondern unter verschiedenen Pseudonymen oder als Ghostwriter unter dem Namen des Auftraggebers. Unter dem Namen Jessica Fletcher, der Heldin der Fernsehserie Mord ist ihr Hobby, verfasste er 46 Titel. 1967 erschien unter den Namen „Trudy Baker und Rachel Jones“ ein vorgebliches Enthüllungsbuch über das Leben von zwei Stewardessen mit dem Titel Coffee, Tea, or Me?, dem Bestseller folgten drei weitere dieser Stewardessenbücher, die insgesamt fünf Millionen Mal verkauft wurden. Erst in einer Neuauflage 2003 erschien sein eigener Name neben den beiden vorgeblichen Autorinnen als „with Donald Bain“.
Für Margaret Truman verfasste er einige ihrer Kriminalromane als Ghostwriter und setzte nach ihrem Ableben ihre Murder-Serie mit vier Titeln fort.  Für Veronica Lake schrieb er als Ko-Autor die Autobiografie. Sein Buch Caviar, Caviar, Caviar wurde als coffee table book zum Thema Kaviar konzipiert, ebenso ein Buch über Cocktails.  
Bain setzte sich in der Schriftstellergewerkschaft Writers Guild of America für Autorenrechte ein und war Mitglied verschiedener Autorenorganisationen wie der Mystery Writers of America und der Private Eye Writers of America.

## Schriften (Auswahl)
- Trudy Baker; Rachel Jones: Coffee, tea or me? : the uninhibited memoirs of two airline stewardesses. zuerst 1967
  - Trudy Baker; Rachel Jones: Kaffee, Tee oder mich? Übersetzung:  Erika Gruninger. Bonn : Hörnemann, 1970
- Jessica Fletcher: Murder, She Wrote
- Margaret Truman's Undiplomatic murder : a capital crimes novel. New York : Forge, 2014
- Coffee, tea, or murder? Hörbuch, gelesen von Cynthia Darlow. Blackstone Audio, 2015

Autobiografien
- Every midget has an Uncle Sam costume : writing for a living. Fort Lee, NJ : Barricade Books, 2002
- Murder HE Wrote: A Successful Writer's Life. Autobiographie. West Lafayette, Ind. : NotaBell Books, 2006